# Antônio Jansen de Matos Pereira
Antônio Jansen de Matos Pereira foi um político brasileiro.
Foi presidente da província do Piauí, de 7 de setembro de 1886 a 6 de julho de 1887.